# Birkenwerder
Birkenwerder ist eine Gemeinde im Landkreis Oberhavel im Land Brandenburg.

## Geographie
Birkenwerder liegt im Süden des Landkreises im Naturraum der Zehdenick-Spandauer Havelniederung. Die nördliche Grenze des Berliner Ortsteils Frohnau (Bezirk Reinickendorf) ist knapp drei Kilometer und das Zentrum Berlins ungefähr 25 Kilometer entfernt. Birkenwerder grenzt an Hohen Neuendorf und ist von dessen Stadtteilen fast umschlossen. Im Osten grenzt der Ort an die Gemeinde Mühlenbecker Land und im Nordosten an den Stadtteil Wensickendorf der Kreisstadt Oranienburg. Das Ortszentrum wird von der Briese durchflossen, die an der Westgrenze von Birkenwerder in die Havel mündet.
Über die Hälfte von Birkenwerder besteht aus Waldfläche. Birkenwerder hat viele Wald- und Wanderwege, unter anderem auch entlang der Briese und des Briesesees. Wiesen und Felder gibt es in Birkenwerder im Gegensatz zum Großteil des Landkreises fast keine.
Birkenwerders Ortsbild wird geprägt durch weitläufige Wohngebiete mit Einfamilienhäusern und Gartengrundstücken sowie durch die Briese mit ihren drei Seen Boddensee, Briesesee und Mönchsee. Der Ortskern wird bestimmt durch das Rathausgebäude, die evangelische Kirche sowie die Clara-Zetkin-Straße bis zum Bahnhofsvorplatz, der ringsum durch den Bahnhof, die Post und ein Hotel begrenzt wird.

## Gemeindegliederung
Zu Birkenwerder gehören die Wohnplätze Birkenwerder Nord, Kolonie Briese und Lindenhof.

## Geschichte

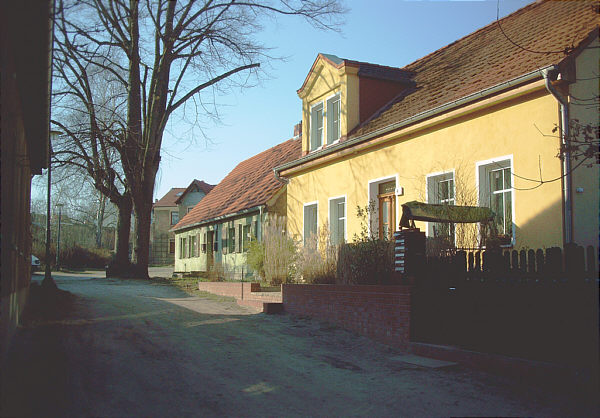
Alte Häuser am Werder

Birkenwerder wurde namentlich im Jahr 1355 erstmals erwähnt. Bereits im 12. Jahrhundert bestand allerdings ein slawischer Burgwall an der Briesemündung, der später von deutschen Adligen ausgebaut wurde. Ausgrabungen im Jahr 2005 zufolge entstand östlich der Burg die erste deutsche Siedlung, die aber bald zugunsten des heutigen Ortskerns aufgegeben wurde. Birkenwerder war als Kirchen- und Mühlenstandort der bedeutendste Ort in der Umgebung.
Im Jahr 1840 begann mit dem Bau von Ziegeleien die industrielle Entwicklung des Ortes. 1877 erhielt Birkenwerder seinen Bahnhof an der Berliner Nordbahn und damit Bahnanschluss nach Berlin. Es begann eine rasante Umwandlung vom Bauerndorf zum Villenvorort und Ausflugsziel von Berlin. Als „Aufwertung“ des Ortsbildes lässt sich auch die Einweihung eines vom Berliner Bildhauer Alexander Tondeur geschaffenen Kaiser-Wilhelm-I.-Denkmals am 16. Juni 1892 auf dem Marktplatz vor dem Rathaus interpretieren. Die Umwandlung war in den 1920er Jahren größtenteils abgeschlossen.
Birkenwerder hatte von 1961 bis 1990 wegen seiner Lage im Eisenbahnnetz eine große Bedeutung als Umsteigebahnhof für Bahnreisende zwischen den „Sputnik“-Zügen und den aus Oranienburg bzw. Berlin kommenden S-Bahnen.
Erst nach 1990 erfolgten wieder größere Baumaßnahmen. Hierzu zählen neben einer erheblichen Verdichtung mit Einfamilienhäusern auch der Anschluss an das Kanalisationsnetz, der Ausbau der Straßen, der Aufbau von Geschäftshäusern gegenüber dem Rathaus, eines Gewerbegebietes an der Autobahn, eines Wohngebietes nördlich der Bundesautobahn 10 und eines in Richtung Havelwiesen, die Modernisierung und der Ausbau beider Schulen, des Krankenhauses und der Freiwilligen Feuerwehr, die Errichtung eines Sportplatzes sowie eines Baumarktes.
Zum 6. Dezember 1993 fusionierten die Gemeinden Bergfelde und Borgsdorf mit Hohen Neuendorf. Birkenwerder sollte ebenfalls Teil davon werden, jedoch stimmten die Einwohner in einer Volksbefragung gegen eine Fusion von Birkenwerder mit Hohen Neuendorf. Seitdem arbeiten die Stadt Hohen Neuendorf und die Gemeinde Birkenwerder auch auf Verwaltungsebene eng zusammen; so wird das Einwohnermeldewesen für Birkenwerder durch die Stadt Hohen Neuendorf betreut, beide bilden zudem seit 2013 einen gemeinsamen Standesamtsbezirk. Wegen der Einwohnerzahl Birkenwerders unterhalb der Grenze von 10.000 (für eine eigenständige Gemeinde) stand eine Fusion zwischen 2015 und 2017 im Rahmen der geplanten Kommunalgebietsreform erneut in der politischen Diskussion.

## Bevölkerungsentwicklung
| Jahr | Einwohner |
| ---- | --------- |
| 1875 | 0.951     |
| 1890 | 1.167     |
| 1910 | 2.318     |
| 1925 | 3.387     |
| 1933 | 4.993     |
| 1939 | 6.648     |

| Jahr | Einwohner |
| ---- | --------- |
| 1946 | 7.023     |
| 1950 | 7.148     |
| 1964 | 6.967     |
| 1971 | 6.911     |
| 1981 | 6.325     |
| 1985 | 6.122     |

| Jahr | Einwohner |
| ---- | --------- |
| 1990 | 5.510     |
| 1995 | 5.417     |
| 2000 | 6.518     |
| 2005 | 7.219     |
| 2010 | 7.819     |
| 2015 | 8.019     |

| Jahr | Einwohner |
| ---- | --------- |
| 2020 | 8.132     |
| 2021 | 8.116     |
| 2022 | 7.922     |
| 2023 | 7.923     |
| 2024 | 7.935     |

Gebietsstand des jeweiligen Jahres, Einwohnerzahl: Stand 31. Dezember (ab 1991). Ab 2011 auf Basis Zensus 2011. Ab 2022 auf Basis Zensus 2022

## Politik

### Gemeindevertretung

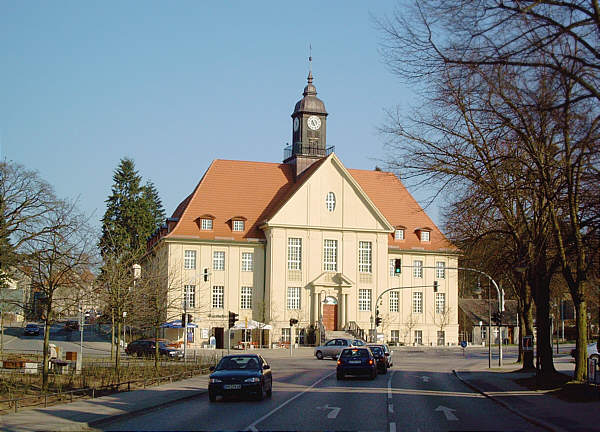
Rathaus Birkenwerder

Die Gemeindevertretung von Birkenwerder besteht aus 18 Mitgliedern sowie dem hauptamtlichen Bürgermeister. Die Kommunalwahl am 9. Juni 2024 führte bei einer Wahlbeteiligung von 74,7 % zu folgendem Ergebnis:
| Partei / Wählergruppe                         | Stimmenanteil 2019 | Sitze 2019 |  | Stimmenanteil 2024 | Sitze 2024 |
| --------------------------------------------- | ------------------ | ---------- |  | ------------------ | ---------- |
| AfD                                           | 11,5 %             | 2          |  | 18,6 %             | 3          |
| CDU                                           | 12,6 %             | 2          |  | 17,1 %             | 3          |
| Initiative Ortsentwicklung Birkenwerder (IOB) | 24,1 %             | 4          |  | 16,8 %             | 3          |
| ProBirke                                      | 17,0 %             | 3          |  | 12,4 %             | 2          |
| SPD                                           | 09,2 %             | 2          |  | 12,3 %             | 2          |
| Bündnis 90/Die Grünen                         | 12,0 %             | 2          |  | 09,4 %             | 2          |
| Die Linke                                     | 09,3 %             | 2          |  | 05,5 %             | 1          |
| Briesetalverein                               | 04,2 %             | 1          |  | 03,7 %             | 1          |
| FDP                                           | –                  | –          |  | 03,1 %             | 1          |
| One Future One World (1f1w)                   | –                  | –          |  | 01,1 %             | –          |
| Insgesamt                                     | 100 %              | 18         |  | 100 %              | 18         |

### Bürgermeister
| - 1945–1945: Ernst Schulze - 1945–1946: Erich Hahn - 1946–1951: Emil Tautenhahn - 1951–1952: Alfred Engel - 1952–1954: Friedrich Heilmann - 1954–1955: Dagobert Mumot - 1955–1958: Annemarie Kahl - 1959–1972: Gertrud Marx | - 1972–1976: Ingeborg Möbes - 1976–1979: Harry Theuer - 1979–1981: Rolf Fugmann - 1981–1990: Günter Lewinsohn - 1990–2009: Kurt Vetter (parteilos) - 2009–2014: Norbert Hagen (parteilos, mit Unterstützung der CDU) - 2014–2015: Jens Kruse (parteilos), kommissarisch - seit 2015:00Stephan Zimniok (parteilos) |

Wegen mehrerer Korruptionsvorwürfe wurde Norbert Hagen am 3. April 2014 vom Landrat des Landkreises Oberhavel vorläufig suspendiert und schließlich bei einem Bürgerentscheid am 16. November 2014 mit 80,8 % der gültigen Stimmen abgewählt. Nach der Bürgermeisterwahl am 19. April 2015 mit sieben Kandidaten entschied die Stichwahl am 10. Mai 2015 mit 60,9 % der gültigen Stimmen für Stephan Zimniok. Er wurde in der Bürgermeisterwahl am 26. März 2023 mit 70,4 % der gültigen Stimmen in seinem Amt bestätigt. Seine Amtszeit beträgt acht Jahre.

### Wappen
| Wappen von Birkenwerder | Blasonierung: „In Silber mit blauem Wellenschildfuß eine aus einem goldenen Dreiberg wachsende naturfarbene Birke.“ |
| Wappen von Birkenwerder | Das Wappen wurde am 21. Juni 1994 durch das Ministerium des Innern genehmigt.                                       |

### Flagge
„Die Flagge ist Weiß - Grün - Weiß (1:4:1) gestreift und mittig mit dem Gemeindewappen belegt.“

### Dienstsiegel
Das Dienstsiegel zeigt das Wappen der Gemeinde mit der Umschrift GEMEINDE BIRKENWERDER • LANDKREIS OBERHAVEL.

### Städtepartnerschaften
Birkenwerder unterhält Städtepartnerschaften zu folgenden Städten:
- seit 1966: Villetaneuse (Frankreich)
- seit 2012: Šumskas (Litauen)

## Sehenswürdigkeiten

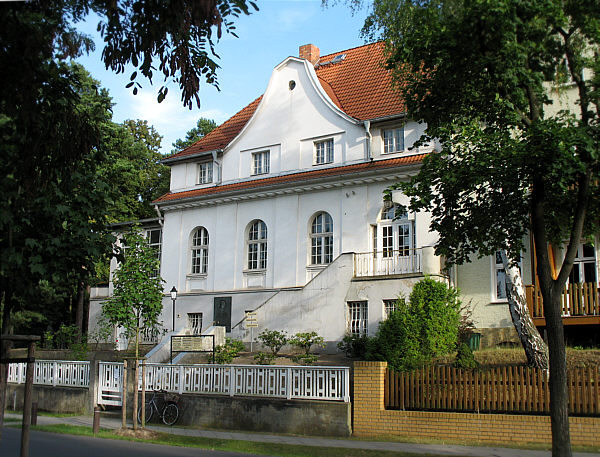
Clara-Zetkin-Gedenkstätte

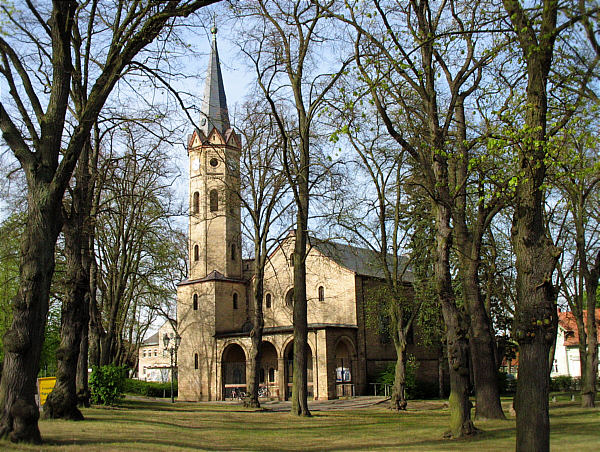
Evangelische Kirche

In der Liste der Baudenkmale in Birkenwerder sowie in der Liste der Bodendenkmale in Birkenwerder stehen die in der Denkmalliste des Landes Brandenburg eingetragenen Baudenkmale bzw. Bodendenkmale.
- Clara-Zetkin-Gedenkstätte mit Dokumentationsausstellung in ihrem ehemaligen Wohnhaus in der Summter Straße 4
- Gedenkstein an der Gabelung Erich-Mühsam-Straße und Brieseallee für Peter Raupach aus dem Jahre 1962, der an ihn und seine Verlobte erinnert, die wegen Kontakten zu Zwangsarbeitern im Heinkel-Werk bei Leegebruch im April 1945 erschossen wurden
- Ehrenmal für die Opfer des Nationalsozialismus im Zentrum von Birkenwerder

Am nördlichen Rand der Ortsmitte befindet sich die evangelische Kirche, ein Stülerbau aus gelben Birkenwerderaner Klinkern von 1849. Nahe dem Ortsausgang in Richtung Bergfelde befindet sich seit 1988 ein Kloster des Teresianischen Karmelitenordens. Ein Schwesternkloster und ein Kinderheim der Karmelitinnen entstanden hier 1920 durch den Umbau einer ehemaligen Gaststätte. In den 1980er-Jahren übergaben die Schwestern das Kloster an den Männerorden der Karmeliten. Die Klosterkirche wird auch für die Gottesdienste der Birkenwerderaner Katholiken genutzt.
Seit 2017 besteht auf der Birkenwerderstraße, die Birkenwerder und das benachbarte Hohen Neuendorf verbindet, der Skulpturenboulevard, auf dem zeitgenössische Plastiken teils dauerhaft, teils temporär gezeigt werden.

## Wirtschaft und Infrastruktur

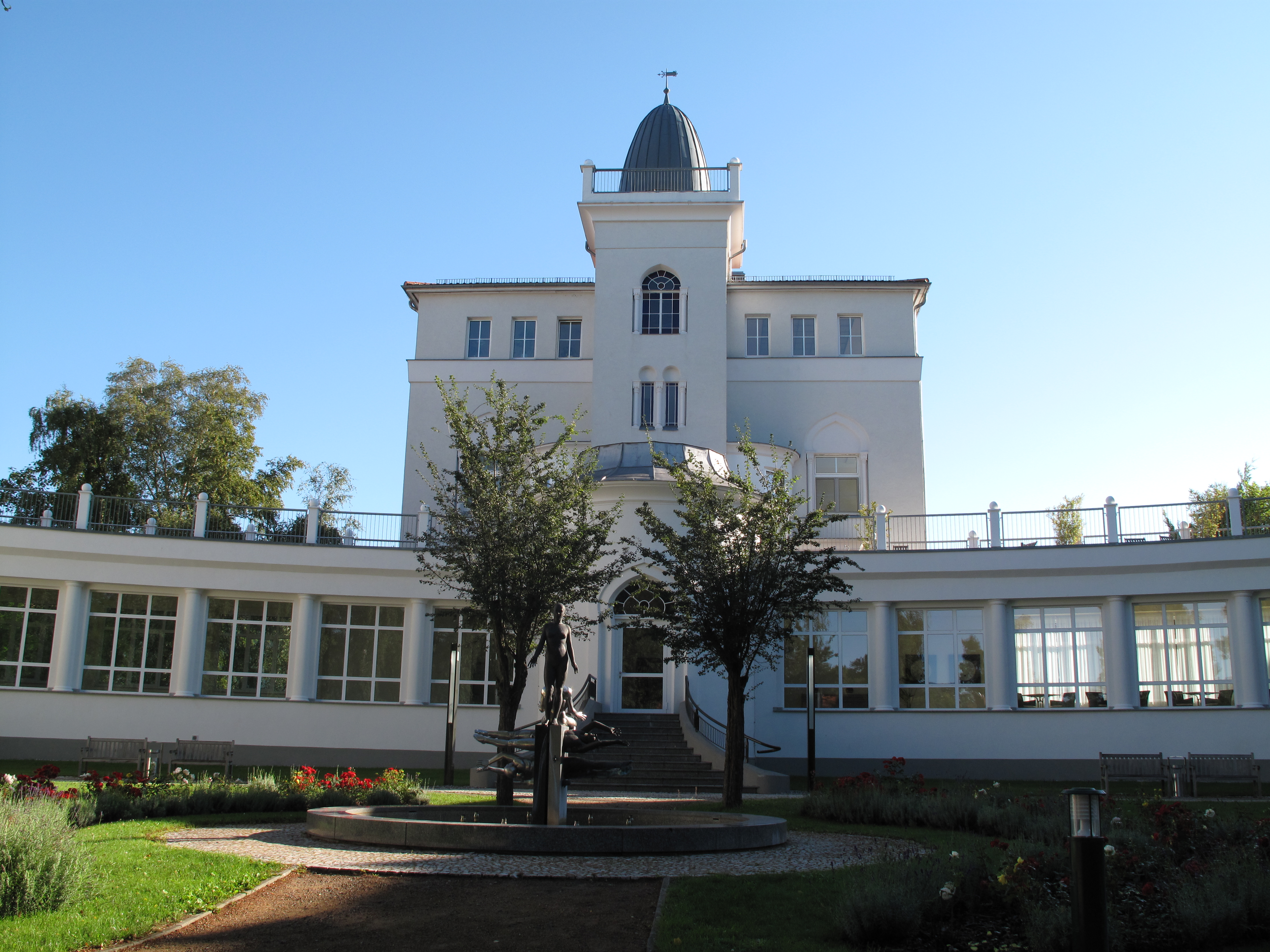
Asklepios Klinik

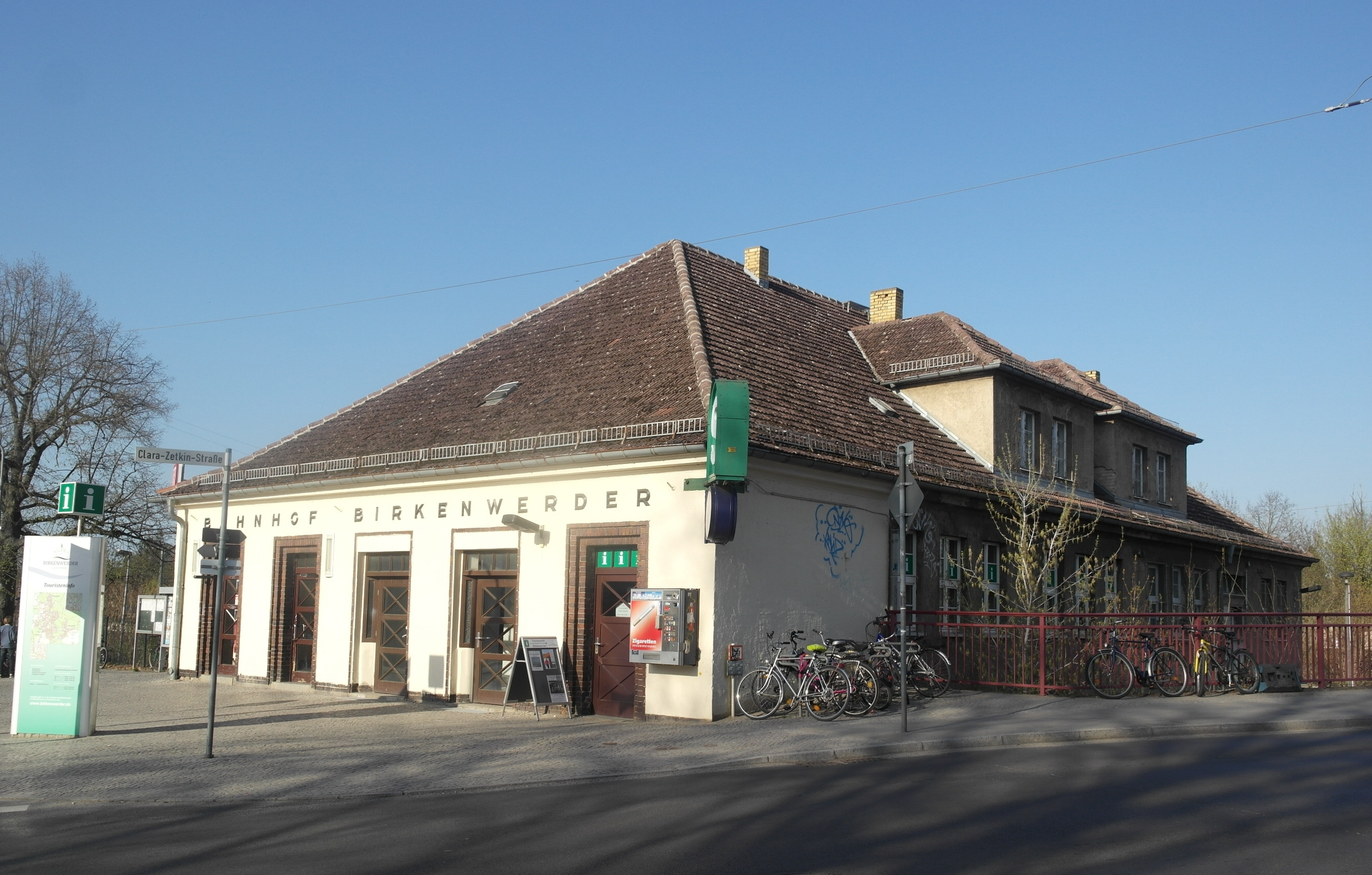
Bahnhof Birkenwerder (Empfangsgebäude)

Birkenwerder beherbergt die Asklepios Klinik Birkenwerder.

### Verkehr
Die Bundesstraßen B 96 (Berlin–AS Birkenwerder) und B 96a (Blankenfelde-Mahlow–Birkenwerder) führen durch den Ort. Die Anschlussstelle Birkenwerder liegt an der Bundesautobahn 10 (nördlicher Berliner Ring).
Der Bahnhof Birkenwerder liegt an der Berliner Nordbahn. Er wird von den S-Bahn-Linien S1 und S8 sowie von der Regionalbahnlinie RB20 Oranienburg–Potsdam bedient.
Im Norden Birkenwerders, in der Siedlung Lindenhof, liegt eine Bushaltestelle der Linie 816 (Borgsdorf–Velten). Die Buslinie 822 verbindet montags bis freitags die Regine-Hildebrand-Schule, das Krankenhaus und den Bahnhof von Birkenwerder mit dem Zentrum Hohen Neuendorfs.
Birkenwerder liegt am Radfernweg Berlin–Kopenhagen und am Havelradweg.

### Bildung
- Pestalozzi-Grundschule, integrativ-kooperative Grundschule, Hauptstraße 61[23]
- Regine-Hildebrandt-Gesamtschule, Gesamtschule mit gymnasialer Oberstufe, Hubertusstraße 27[23]

## Persönlichkeiten

### Söhne und Töchter der Gemeinde
- Henning Wolff (1929–2006), Journalist und Zeitungsverleger
- Jochen Zwecker (1936–2022), Politiker (SPD)
- Hartmut Eichler (1937–2007), Schlagersänger
- Julia Axen (1937–2022), Schlagersängerin
- Friedrich Freiherr von Senden (* 1942), Generalmajor der Bundeswehr

### Mit Birkenwerder verbundene Persönlichkeiten
- Clara Zetkin (1857–1933), Politikerin (KPD), lebte 1929–1932 in Birkenwerder
- Frida Winckelmann (1873–1943), Pädagogin, leitete das Landerziehungsheims in Birkenwerder
- Paul Poser (1876–1940), Architekt mehrerer Gebäude in Birkenwerder
- Christian Morgenstern (1871–1914), Dichter, Kuraufenthalt von 1905 bis 1906 im Sanatorium von Birkenwerder, der heutigen Asklepios-Klinik
- Hans Brass (1885–1959), Maler, lebte 1948–1950 in Birkenwerder
- Hans Bremer (1885–1959), Maler, lebte in Birkenwerder
- Edmund Kesting (1892–1970), Maler und Fotograf, lebte 1948–1970 in Birkenwerder
- Johannes Dieckmann (1893–1969), Politiker (DVP/LDPD), DDR-Volkskammerpräsident, lebte in Birkenwerder
- Victor Aronstein (1896–1945), Arzt im Park-Sanatorium Birkenwerder
- Helge Rosvaenge (1897–1972), dänischer Tenor, verbrachte seinen Lebensabend in Birkenwerder[24]
- Günter Kupetz (1925–2018), Industriedesigner, ist in Birkenwerder begraben
- Karl Sturm (1935–2017), Schauspieler, lebte in Birkenwerder
- Friedrich Dieckmann (* 1937), Schriftsteller, wuchs in Birkenwerder auf
- Josef Duchač (* 1938), erster thüringischer Ministerpräsident nach 1990, lebt in Birkenwerder
- Torsten Schlüter (* 1959), Maler, in Birkenwerder aufgewachsen
- Friederike Benda (* 1987), Politikerin (BSW), stellv. Bundesvorsitzende und Landesvorsitzende BSW Brandenburg, lebt in Birkenwerder